# Spergularia hanoverensis
Spergularia hanoverensis är en nejlikväxtart som beskrevs av Charles Simon. Spergularia hanoverensis ingår i släktet rödnarvar, och familjen nejlikväxter. Inga underarter finns listade i Catalogue of Life.